# Filmpreis Sebastiane
Der Filmpreis Sebastiane wird seit dem Jahr 2000 an herausragende Spielfilme oder Dokumentarfilme verliehen, die sich mit dem Dasein und der Realität von Homosexuellen, Transgendern und Bisexuellen auseinandersetzen. Er wird jedes Jahr im September im Rahmen des Internationalen Filmfestivals von San Sebastián verliehen. Eine Jury, bestehend aus Vertretern der Festivalabteilungen Sección Oficial (offizielle Auswahl), Zabaltegui, Horizontes Latinos und Made in Spain, prämiert die besten Filme.

## Geschichte
Die Idee zu einem schwul-lesbischen Filmpreis, der im Rahmen des Filmfestivals von San Sebastian (Donostia Zinemaldia) vergeben werden sollte, entstand innerhalb der Vereinigung Gehitu, der LGBT-Organisation des Baskenlandes. Nach dem Vorbild des seit 1987 auf der Berlinale vergebenen Teddy Award soll der Preis Filmen mit LGBT-Hintergrund mehr Beachtung und Relevanz in Filmtheatern sowie in den Medien verschaffen.
Der erste Film, der mit dem Filmpreis Sebastiane ausgezeichnet wurde, war Krámpack (2000, deutsch Nico und Dani) des katalanischen Regisseurs Cesc Gay. Der Film erzählt humorvoll und einfühlsam das sexuelle Erwachen von zwei Teenagern. Die Jury der Preisvergabe setzte sich aus dem Schriftsteller Luis G. Martín, der Filmkritikerin Begoña del Teso, Ángel Retamar von der Zeitschrift Zero sowie den Gehitu-Mitgliedern Patricia García und David Montero zusammen.
Der Name des Filmpreises wurde in Anlehnung an den gleichnamigen Film Sebastiane aus dem Jahr 1976 gewählt, dem ersten Film des britischen Regisseurs Derek Jarman. Er entwickelte darin ein introspektives Porträt des römischen Soldaten Sebastian, Märtyrer des Christentums und mittelalterlicher Heiliger, dessen Bild sich im Laufe der Zeit in eine homoerotische Ikone verwandelte. Der heilige Sebastian steht als Schutzpatron und die Namensgeber der Stadt Donostia-San Sebastián gleichzeitig für den Austragungsort des Festivals und als Sinnbild für homosexuelle Kultur und ist somit prädestiniert, den Filmpreis zu repräsentieren.

## Der Preis
Die Preisfigur besteht aus einer Silhouette aus Metall, die den Märtyrer Sebastian darstellt, Namensgeber und Patron von San Sebastián: ein halbnackter Körper, dessen Rumpf von Pfeilen durchstoßen ist. Den Hintergrund der Figur bilden zwei Blöcke aus Edelstahl, welche die beiden Gebäudekörper des Kursaal-Auditoriums, Sitz des Filmfestivals, nachbilden.

## Preisträger
- 2000: Krámpack (Nico und Dani), Regie: Cesc Gay
- 2001: Le fate ignoranti (Die Ahnungslosen), Regie: Ferzan Özpetek
- 2002: Tani tatuwen pyabanna (Flying with one wing), Regie: Asoka Handagama
- 2003: Le soleil assassiné, Regie: Abdelkrim Bahloul
- 2004: Beautiful Boxer, Regie: Ekachai Uekrongtham
- 2005: Malas temporadas, Regie: Manuel Martín Cuenca
- 2006: Estrellas de la Línea (The Railroad All-Stars), Regie: Chema Rodríguez
- 2007: Caramel, Regie: Nadine Labaki
- 2008: Vicky Cristina Barcelona, Regie: Woody Allen
- 2009: Contracorriente (Gegen den Strom), Regie: Javier Fuentes-León
- 2010: 80 egunean (Herbstgefühle: 80 Days), Regie: José Marí Goenaga und Jon Garaño
- 2011: Albert Nobbs, Regie: Rodrigo García
- 2012: Joven & Alocada, Regie: Marialy Rivas
- 2013: Dallas Buyers Club, Regie: Jean-Marc Vallée
- 2014: Une nouvelle amie, Regie: François Ozon[1]
- 2015: Freeheld – Jede Liebe ist gleich, Regie: Peter Sollett[2]
- 2016: In Between / Bar Bahar, Regie: Maysaloun Hamoud
- 2017: 120 battements par minute (120 BPM), Regie: Robin Campillo
- 2018: Girl, Regie: Lukas Dhont
- 2019: Monos, Regie: Alejandro Landes

## Lateinamerikanischer Sebastiane-Filmpreis (Sebastiane Latino)
Im Jahr 2013 wurde der erste lateinamerikanische Sebastiane-Filmpreis vergeben. Diese Auszeichnung versucht, die LGBT-Werte in der lateinischen Gemeinschaft zu fördern. Die engen Beziehungen des Filmfestivals von San Sebastián mit Lateinamerika begünstigen dieses Vorhaben.
Preisträger:
- 2013: Quebranto, Regie: Roberto Fiesco (Mexiko)
- 2014: Praia do Futuro (Futuro Beach), Regie: Karim Aïnouz (Brasilien)[3]
- 2015: Mariposa, Regie: Marco Berger (Argentinien)[4]
- 2016: Rara, Regie: Pepa San Martín (Chile)
- 2017: Una mujer fantástica (Eine fantastische Frau), Regie: Sebastián Lelio (Chile)
- 2018: Las herederas (Die Erbinnen), Regie: Marcelo Martinessi (Paraguay)
- 2019: Temblores, Regie: Jayro Bustamante (Guatemala)